# حنداد
حصن حنداد هو حصن تاريخي والذي يوجد في قرية الخلقة مديرية عنس محافظة ذمار وقد جدد بناؤه في القرن الثامن الهجري على يد محيي الدين حنداد.